# 0,07% (Hősök)
A 0,07% a Hősök című amerikai televíziós sorozat tizenkilencedik epizódja.

## Cselekmény
|  | Alább a cselekmény részletei következnek! |

## Érdekességek
- New York a világ lakosságának a 0,07%-a.
- A magyar szinkronban az egész epizódban helytelenül "hét tized százalékot" (0,7%) mondanak.